# Ustad Zakhil
Ustad Zakhil eigentlich: Din Mohammad Zakhil (Paschtu: محمد دين زاخيل – besser bekannt als Ustad Zakhil) war ein afghanischer Sänger und Komponist.

## Biografie
Ustad Zakhi kam aus Nangarhar und war Paschtune. Er komponierte mehr als 700 Lieder für viele afghanische Sänger, darunter die Songs Da Zamoong Zeeba Watan, Pa Loyo Ghro Banday Ra Taw Shwal Toofanona und Sanga Meena Zma Sta Wa.
Die Texte und die Musik von „Wro Wro Kaigda Qadamoona Ashna“, die in dem Hollywood-Film Die Passion Christi verwendet wurde, wurde von ihm komponiert und erstellt. Der Song wurde ursprünglich von seiner Frau Qamar Gula im Jahr 1974 im Radio Afghanistan Studio aufgenommen. Nach der Veröffentlichung des Films schaltete die Zakhil-Familie einen Anwalt ein, um das Urheberrecht für den Song gerichtlich durchzusetzen. Der Film- und der Musikdirektor von Die Passion Christi wurden später dafür verklagt.